# Независни филм
Независни филм или инди-филм је дугометражни или кратки филм који се продуцира изван система великих филмских студија, осим што га производе и дистрибуирају независне забавне компаније. Независни филмови понекад се разликују по садржају и стилу и начину на који се остварује лична уметничка визија филмаџија. Обично, али не увек, независни филмови се снимају са знатно нижим буџетом од великих студијских филмова. У ствари, није неуобичајено да познати глумци који се баве независним филмовима увелико смање плате ако заиста верују у поруку филма или зато што желе да раде под независним редитељем који има солидну репутацију због високог талента, или ако узвраћају услугу (тј. ако је поменути независни филмски стваралац био тај који је том глумцу дао велики филмски пробој). Постоји много примера последњег, као што су Џон Траволта и Брус Вилис који узимали мање плате да глуме у филму Петпарачке приче.
Уопштено, маркетинг независних филмова карактерише ограничено издање, често у независним биоскопима, али они такође могу имати велике маркетиншке кампање и шира издања. Независни филмови често се приказују на локалним, националним или међународним филмским фестивалима пре дистрибуције (биоскопска или малопродајна издања). Независна филмска продукција може парирати главној филмској продукцији ако има потребно финансирање и дистрибуцију.